# Buchanan megye (Iowa)
Buchanan megye az Amerikai Egyesült Államokban, azon belül Iowa államban található. Lakosainak száma 20 565 fő (2020. április 1.). Buchanan megye Fayette, Benton, Black Hawk, Delaware, Linn, Bremer és Clayton megyékkel határos.

## Népesség
A megye népessége az elmúlt években az alábbi módon változott:
| Lakosok száma | 20 945 | 20 885 | 20 946 | 20 976 | 21 062 | 20 565 |
|               | 2010   | 2011   | 2012   | 2013   | 2015   | 2020   |